# 福進チェーン
協同組合 福進チェーン（Fukushin chain）は、福井県や石川県を中心に北陸地方で、衣料品店のボランタリーチェーンを展開していた協同組合。
1978年（昭和53年）11月30日時点で、福井県内21店舗の他、石川県にも8店舗を出店し、29店舗を展開していた。

## 歴史・概要
「やなぎや衣料店」が当時の福井県内の衣料品店に呼びかけ、福井県内の洋装店10店が共同仕入れ・共同広告を行う1962年（昭和37年）に任意組合として発足させたのが始まりである。
1968年（昭和43年）2月に「協同組合 福進チェーン」を設立し、1977年（昭和52年）度加盟店合計の売上高約125億円を上げていた。
しかし、衣料品に限定した活動であったことから、「やなぎや衣料店」を中心とした「やなぎや企業グループ」を含む中核企業の多くが衣料品以外の売上を伸ばしたことから、当組合の存在意義が加盟各社にとって低下する形となってしまった。
そこで、1987年（昭和62年）7月に25周年を記念してCIを導入すると共に、中核4社で新たに「WAMS WORLDグループ」を発足させ、カードの発行による顧客管理システムの強化やVANなどを活用した情報システムなどに取り組むことになった。
1998年（平成10年）7月に「協同組合 福進チェーン」を解散した

## かつての加盟店

### 福井県

#### 福井市
- 株式会社やなぎや衣料店[2]（福井市呉服町1719[7][8]、）

店舗面積約190m2。
- 株式会社やなぎや衣料店[2]（福井市葵町15-1[7]、1964年（昭和39年）開店[7]）

店舗面積約63m2。
- 株式会社やなぎや衣料店[2]エレール洋装店（福井市大和上町11[8]）

- 株式会社やなぎや衣料店[2]（福井市みのり2-3-19[9]）

- 株式会社やなぎや衣料店[2]（福井市春山2-12-12[9]）

- ヤスサキ[10]

- ヤマサキ[11]

- 新田塚ファミリープラザ → ショッピングプラザエブリ（福井市二の宮5-18-25[12][13][14]、1975年（昭和50年）9月18日開店[12]）

地上2階。敷地面積7,668m2、鉄骨造地上2階建て、延べ床面積6,988.23m2、売場面積4,291m2（やなぎや衣料店売場面積1,685m2）、駐車台数約300台。
ユースがデベロッパーとなって自動車教習所跡地に出店した地元主導型のショッピングセンター。

#### 旧坂井郡
- 福進チェーン三国店（坂井郡三国町喜宝39[18]）

売場面積109m2）
- こどう洋装店[19] → おしゃれショップこどう（坂井郡三国町大門12[18]）

売場面積90m2
- 福進チェーンコドウ三国駅前店（坂井郡三国町滝谷2番地[20]、1968年（昭和43年）2月[20]）

延べ床面積1,121m2、店舗面積約748m2。
- 三国ショッピングセンター（坂井郡三国町三国東5-1-20[21]、1973年（昭和48年）11月11日開店）

敷地面積約18,389m2、鉄骨造地上1階建て、延べ床面積約6,627m2、店舗面積約4,172m2（コドー店舗面積約1,458m2）、駐車台数約500台。
「三国町農協」（約805m2）と共に核店舗として出店していた。
延べ床面積6,569m2、店舗面積約5,280m2（福進チェーンこどう店舗面積約1,458m2）。
福進チェーンが核店舗として出店していた。
- さゝはら洋品店（坂井郡金津町水口87-15[18]）

売場面積75m2
- 金津ショッピングセンター（坂井郡金津町十日第86号8番地[26][27]、1985年（昭和60年）11月1日開店[27] - 2001年（平成13年）11月30日閉店[広報 1]）

敷地面積約4,576m2、鉄筋コンクリート造地上3階建て、延べ床面積約3,411m2、店舗面積約1,805m2（当社店舗面積約553m2）、駐車台数約300台。
「だいとら金津店」（約589m2）と共に核店舗として出店していた。
- 芦原ハロータウン（坂井郡芦原町舟津46-30-2[22]、1976年（昭和51年）5月22日開店[28] - 1996年（平成8年）8月6日閉店[広報 1]）

敷地面積約10,428m2、鉄骨造地上1階建て、延べ床面積約5,483m2、店舗面積約2,594m2（福進チェーンささはら店舗面積約726m2）、駐車台数約400台。
「だいとら」（約825m2）と共に核店舗として出店していた。

#### 鯖江・越前市地区
- 福進チェーン武生店（武生市幸町42[29]、売場面積111m2[29]）

- 織田店（丹生郡織田町[30]、1984年（昭和59年）3月1日開店[30]）

敷地面積約8,117m2、鉄骨造地上2階建て、延べ床面積約4,800m2、店舗面積約2,146m2（当社店舗面積約416m2）、駐車台数約150台。
「ユーマート」（約571m2）と共に「織田ショッピングセンターメルシ」の核店舗として出店していた。
- 福進チェーン鯖江店（鯖江市本町3丁目[31]、1964年（昭和39年）6月1日開店[31]）

延べ床面積824m2、店舗面積約577m2。
- 神明ショッピングセンター・アゼリヤ（鯖江市三六町1-7-10[32]、1976年（昭和51年）11月12日開店[33]）

敷地面積9,137m2、鉄骨造り2階建て一部3階建て・延べ床面積7,771m2 → 12,599m2、店舗面積約5,384m2（フクシン店舗面積約1,360m2）。駐車台数約200台。
1階のエースと共に2階の核店舗として出店していた。

#### 永平寺・大野・勝山地区
- 福進チェーン大野店（大野市明倫町11-17[35]、1971年（昭和46年）10月開店[35]）

延べ床面積1,446m2、店舗面積約1,311m2（やなぎや衣料店店舗面積約1,311m2）。
- 大野店×（大野市月美町4-8[36]、1976年（昭和51年）11月20日開店[36][37] - 1999年（平成11年）11月閉店[38]）

敷地面積約15,268m2、鉄筋コンクリート造地上3階一部4階建て塔屋1階、延べ床面積約13,347m2、店舗面積約7,237m2（当社店舗面積約955m2）、駐車台数約500台。
地元商業者による協同組合と核店舗の同居する福井県内初の地元主導型ショッピングセンター「スカイモール」に「ジャスコ」（約3,173m2）と共に核店舗として出店していた。
「スカイモール」は1985年（昭和60年）に「リブレ」に名称変更し、ジャスコ撤退後に地元食品スーパーのかじ惣を核店舗として1階を中心に営業したが、2015年（平成27年）1月4日に建て替えのため一時閉店した。
建物は解体され、跡地には2015年（平成27年）7月に「かじ惣リブレ店」が開店。
- 勝山サンプラザ（勝山市元町福井県勝山市元町1-7-28[40]、1977年（昭和52年）7月1日開店[41]）

敷地面積7,920m2、鉄骨コンクリート造り2階建て・延べ床面積5,362m2、店舗面積約4,160m2（ヤスサキ店舗面積約1,419m2）。
都市計画街路元禄線沿いの準工業地域にあった工場跡地に建設されたショッピングセンターで、福進チェーンが核店舗として出店していた。
- 松岡ショッピングセンター（吉田郡松岡町春日2丁目1番地[44]、1977年（昭和52年）7月開店[24]）

店舗面積約2,426m2。
工業地域に開発されたショッピングセンターで、福進チェーンが核店舗として出店していた。

#### 敦賀・若狭地区
- 株式会社やなぎや衣料店[2]（敦賀市白銀町11-44[9]）

- 三方レピア（三方郡三方町鳥浜49-68[45]、1987年（昭和62年）10月16日開店[45]）

敷地面積12,306m2、延べ床面積3956m2、売場面積2270m2。駐車場300台。
福進チェーン・やなぎや衣料店が食品スーパーのコープ三方店を両端に配置した地元主導型ショッピングセンター。

### 石川県
- 松任ファミリープラザ（石川県松任市殿町ヌ25[46]、1973年（昭和48年）5月18日開店[47]）

鉄骨造り3階建て・一部4階建て。延べ床面積4,770m2、店舗面積約3,545m2。
松任駅前にあり、上の階に出店した福進チェーンが1階のマルエーと共に核店舗として出店していた。
- グリーベル（石川県松任市千代野東5-1-1[48]（現・白山市）、1981年（昭和56年）11月19日開店[48] - 2013年（平成25年）3月末閉店[49]）

敷地面積約8,255m2、鉄骨造り2階建て、延べ床面積約4,390m2、店舗面積約3,091m2（当社店舗面積約750m2）、駐車台数約300台。
富士ショッピングセンター（約750m2）と共に千代野ニュータウンの近隣センターの「グリーンベル」の核店舗であった。
- グリーンプラザののいち → NOA21（石川県石川郡野々市町若松町21[51][52]、1976年（昭和51年）6月25日開店[51][52]）

敷地面積7,236.24m2、鉄骨造地下1階地上2階建て、延べ床面積約8,789m2 → 約9,068m2、店舗面積約5,624m2（当社店舗面積約1,714m2） → 約6,308m2。駐車台数約700台 → 約650台。
ボウリング場跡地を利用して「やなぎや」がデベロッパーの様な役割を果たす形で開設した。地元・野々市の食品スーパー「ムロイストア」と「やなぎや」の「福進チェーン」を核店舗とするショッピングセンター「グリーンプラザののいち」として、地元有力店32店舗が出店して開業した。
大規模な改装を行って｢NOA21｣と名称を変更し、1991年（平成3年）4月10日に新装開店した。
この改装時に、「福進チェーン」は、従来の価格競争力を重視した量販店から「素敵なファッション」を提供する専門店へ業態を変更すると共に、店舗面積を600坪から450坪に縮小した。
- 赤坂プラザ（石川県金沢市笠舞1-23-23[57]、1976年（昭和51年）11月12日開店[58]）

敷地面積約3,698m2、鉄骨造り1階建て塔屋1階、延べ床面積約4,073m2、店舗面積約5,649m2（福進チェーンコドー店舗面積約1,450m2）、駐車台数約150台。
福進チェーンコドーがF·バザール（約1,490m2）と共に核店舗として出店していた。
- アイゼル（石川県金沢市藤江南3-75-1[59]、1976年（昭和51年）3月5日開店[59] - 2013年（平成25年）3月末閉店[49]）

敷地面積約3,698m2、鉄骨造り2階建て、延べ床面積約4,073m2、店舗面積約3,091m2（やなぎや福進チェーン店舗面積約994m2）、駐車台数約150台。
- ハッピーあわづ（小松市箕輪地方ロ-7-1[60]、1983年（昭和58年）12月6日開店[60] - ）

敷地面積約6,994m2、鉄筋コンクリート造6階建て塔屋2階、延べ床面積約5,753m2、店舗面積約1,984m2（福進チェーンコドー店舗面積約1,200m2）、駐車台数約285台。

#### 広報資料・プレスリリースなど一次資料
1. 1 2 3  “すててこ株式会社 会社概要”.   すててこ株式会社. 2023年10月6日閲覧。